# José Mendoza (cyclisme)
Pour les articles homonymes, voir Mendoza.
Mendoza  Olarte est un nom espagnol. Le premier nom de famille, en général paternel, est Mendoza ; le second, en général maternel, souvent omis, est Olarte.
José Gregorio Mendoza Olarte, né le 13 août 1994, est un coureur cycliste vénézuélien. Il a remporté plusieurs étapes du Tour du Táchira.

## Palmarès et résultats

### Palmarès par année
- 2011
  - 3e du championnat du Venezuela sur route juniors
- 2012
  - 2e du championnat du Venezuela du contre-la-montre juniors
- 2013
  - 3e du championnat du Venezuela du contre-la-montre espoirs
- 2016
  - 2e et 7e étapes du Tour du Táchira
- 2017
  - 10e étape du Tour du Táchira

### Classements mondiaux
| Année            | 2015 | 2016 | 2017 |
| ---------------- | ---- | ---- | ---- |
| UCI America Tour | 225e | 269e | 269e |